# Raphael Lemkin
Raphael Lemkin, polonès: Rafał Lemkin (Bezwodne, Imperi Rus, 24 de juny de 1900 - Nova York, 28 d'agost de 1959) va ser un jurista polonès de família jueva que va encunyar el terme genocidi i va ser el principal impulsor perquè fos reconegut com a delicte pel dret internacional. El terme genocidi va aparèixer definit per primera vegada en el seu llibre Axis Rule in Occupied Europe publicat als Estats Units el 1944, país al qual Lemkin va aconseguir escapar de la persecució nazi el 1939.
| « | La posada en pràctica d'accions coordinades que tendeixen a la destrucció dels elements decisius de la vida dels grups nacionals, amb la finalitat del seu anihilament. | » |

## Biografia
Va néixer l'any 1900 a la localitat de Bezwodne, que llavors pertanyia a l'Imperi Rus (a partir de 1919 Bezwodne va formar part de Polònia, i després de 1945 de Belarús), en el si d'una família jueva. En els anys 1920 descobreix la mort de milers de civils armenis durant la Primera Guerra Mundial deportats pel govern de l'Imperi Otomà, gràcies al procés celebrat a Alemanya contra un jove armeni que havia assassinat en ple carrer a Mehmet Talat Paixà, el ministre otomà que a l'abril de 1915 va ordenar la deportació. Un fet oblidat, com recordaria el mateix Adolf Hitler quan el 27 d'agost de 1939 va ordenar la destrucció de Polònia al·legant: «Qui s'encorda de l'anihilament [Vernichtung] dels armenis?». La reacció de Lemkin va ser exactament la contrària, com va escriure en la seva autobiografia: «em vaig adonar que una llei contra aquest tipus d'assassinats racials o religiosos havia de ser adoptada pel món». A partir de llavors reorienta la seva carrera professional de la lingüística al dret i es converteix en un gran jurista al seu país, Polònia després del final de la Primera Guerra Mundial.

El primer document important que elabora sobre els assassinats en massa és una ponència que envia a la Conferència d'Unificació del Dret Penal, celebrada a Madrid l'any 1933, però el ministeri polonès d'afers exteriors, en conèixer el seu contingut, no li concedeix el visat per poder viatjar a Madrid, per evitar enemistar-se amb el nou canceller d'Alemanya, Adolf Hitler. En la ponència, Lemkin, per referir-se als assassinats en massa utilitza els termes «crim de barbàrie» i «crim de vandalisme», que no va aconseguir que fossin reconeguts.[3] Pel primer entenia les «accions exterminadores» per motius «polítics i religiosos», que també inclou «accions empreses per arruïnar l'existència econòmica dels membres de la col·lectivitat», al·ludint a la mort de milions d'ucraïnesos com a resultat de la violència utilitzada per imposar la col·lectivització forçosa decretada per Ióssif Stalin. Quant a «vandalisme» avança el que diversos decennis després serà conegut com a genocidi cultural. El seu propòsit en presentar la ponència era, segons l'historiador Antonio Elorza, aconseguir que aquests delictes fossin tipificats en el Dret Internacional, i així «els possibles criminals» tindrien coneixement «que la seva acció no quedaria impune». Proposava, doncs, el que alguns decennis després s'anomenaria jurisdicció universal, i que Lemkin en el seu escrit va denominar «justícia interestatal». Segons Lemkin:
| « | Quan una nació és destruïda, no és la càrrega d'un vaixell el que és destruït, sinó una part substancial de la humanitat, amb una herència espiritual que tota la humanitat comparteix. | » |

El 1939 aconsegueix escapar de Polònia però no aconsegueix emportar-se als seus pares, els quals seran assassinats en el camp d'extermini de Auschwitz. Un cop exiliat als Estats Units, emprèn una acció decidida de denúncia de les atrocitats nazis —que el 1944 Winston Churchill les va anomenar «el crim sense nom».[4] El 1942 aconsegueix entrevistar-se amb el president Franklin Delano Roosevelt a qui proposà tipificar en dret internacional els crims nazis, però el president li va demanar: «paciència». «D'haver estat aprovada la iniciativa de Lemkin, les condemnes de Nuremberg no s'haguessin pronunciat sobre el terreny movedís de normes establertes ex post facto», segons Elorza. El 1944 publica Axis Rule in Occupied Europe (El poder de l'Eix en l'Europa ocupada), obra en la qual utilitza per primera vegada el terme genocidi. Segons l'historiador Bernard Bruneteau, Lemkin veia l'assumpció del crim de genocidi «com el punt de partida d'un nou Dret internacional».
Lemkin va compondre la paraula genocidi a partir del substantiu grec genos ('raça', 'poble') i del sufix llatí cide (de cadere, 'matar'). Així en el llibre enumerava totes les polítiques nazis dirigides a l'anihilació de pobles -el jueu i el polonès en primer lloc- per les seves característiques nacionals, religioses i ètniques. Com ha destacat Bruneteau, «per a Lemkin, el genocidi anava més enllà de l'eliminació física en massa, que al seu judici era un cas límit i excepcional; consistia, més aviat, en una multiplicitat d'accions destinades a destruir les bases de la supervivència d'un grup en tant que grup. Era la síntesi dels diferents actes de persecució i destrucció». Lemkin proposava una accepció àmplia de la noció de genocidi, que englobava els actes que més endavant es qualificarien com etnocidi i que «es refereix de forma prioritària a un tipus d'anihilació no física. En certa manera, la mort era la conseqüència, i no el mitjà, de la fi perseguida. En l'acció genocida perpetrada pel Tercer Reich, Lemkin veia, d'altra banda, la síntesi i la plenitud de totes les barbàries passades, tant les que en l'Antiguitat i l'Edat Mitjana pretenien destruir físicament a alguns pobles, com les que, en l'Edat Moderna, tractaven d'aniquilar-los culturalment. L'Europa nazi, continuadora d'aquestes antigues pràctiques, jerarquitzava als grups amb la intenció de la seva anihilació física immediata (els jueus i els gitanos) o la seva extinció sociocultural (els eslaus). Recordem, doncs, que Lemkin no desitjava designar un fenomen nou, sinó més aviat estigmatitzar una pràctica secular de la humanitat designant-la com a «crim en virtut del dret internacional».
Després del final de la Segona Guerra Mundial, Lemkin dedica tots els seus esforços al reconeixement del delicte de genocidi. L'abril del 1946 Lemkin va publicar un article a la revista American Scholar que va tenir molta repercussió, però encara que el terme genocidi va ser utilitzat per les acusacions en el judici de Nuremberg, els jutges no ho van utilitzar en la sentència que va condemnar als dirigents nazis per «crims contra la humanitat». De fet, la «persecució» dels jueus, com va qualificar el tribunal la Shoah, només ocupava 16 de les 190 pàgines de la sentència, per la qual cosa en contra del que sol pensar-se, cap dirigent nazi va ser condemnat a causa del genocidi dels jueus. No obstant això, a la fi de 1946 l'Assemblea General de l'ONU, acabada de crear, va aprovar la Resolució 96 en la qual el terme genocidi apareix per primera vegada en un document internacional. La resolució ho va definir com «una denegació del dret a la vida dels grups humans», independentment que aquests «grups racials, religiosos, polítics o d'un altre tipus hagin estat destruïts per complet o en part», i, per tant, com un crim sotmès al Dret en qualsevol lloc. Així, en la resolució no es distingia entre el «crim contra la humanitat» aplicat a Nuremberg i el de genocidi, quedant aquest darrer en certa forma inclòs en el primer.
La separació entre els dos tipus d'acusacions es va produir dos anys després, i la diferenciació s'ha mantingut fins avui.[9] Al desembre 1948 l'Assemblea General de l'ONU va aprovar la Convenció per a la Prevenció i la Sanció del Delicte de Genocidi que després seria ratificada per cadascun dels estats membres. De l'aprovació de la Convenció contra el genocidi va néixer el Tribunal Internacional de Justícia, «d'acord amb la idea lemkiana que l'atac contra un grup humà equival a atemptar contra la humanitat», afirma el professor Elorza.
La pressió de la Unió Soviètica va fer que de la definició de genocidi caigués la referència a «grups polítics i d'una altra classe» que apareixia en la resolució de 1946, salvaguardant així la política exterior estalinista durant la guerra i la postguerra (en alguns àmbits s'havia començat a usar el terme de genocidi per qualificar l'annexió dels països bàltics per la Unió Soviètica). Així, doncs, l'Article II de la Convenció va considerar genocidi tot acte «comès amb la intenció de destruir, totalment o en part, un grup nacional, ètnic, racial o religiós» (però no «polític o d'un altre tipus», com es deia en la resolució de 1946).
En els anys 1950 Lemkin va ser apartat del seu lloc a la Universitat Yale i va gastar els seus estalvis en la defensa de la causa a la qual havia dedicat la seva vida, la qual cosa el va enfonsar en la pobresa. Va morir el 1959 a Nova York d'un infart.